# Prirechie (Krasnodar)
Prirechie (del ruso: Приречье) es un posiólok del raión de Krasnoarméiskaya, en el sur de Rusia. Está situado en el delta del Kubán, en la orilla derecha de su distributario Protoka, frente a Sadovi, 13 km al suroeste de Poltávskaya y 77 km al noroeste de Krasnodar, la capital del krai. Tenía 40 habitantes en 2010
Pertenece al municipio Protichkinskoye.